# Фань Ченда
Фань Ченда (范成大, 1126 —1193) — китайський державний діяч, вчений та поет часів династії Сун.

## Життєпис
Народився у 1126 році у м. Сучжоу (сучасна провінція Цзянсу). Отримав гарну освіту. Згодом його було прийнято на державну службу. Проте на ній Фань Ченда перебував недовго. Внаслідок передчасної смерті батьків у 1143 році залишив її. В цей час захопився буддизмом, зацікавився географією південного Китаю. Лише у 1154 році повертається на державні посади. Тоді він успішно склав імператорський іспит та отримав вченне звання цзіньши. Після цього займав посади чиновника, відповідаючого за офіційний календар, входит до штату імператорського префекта. У 1170 році був відправлений до чжурчженів, що утворив на півночі державу Цзінь, на переговори про мир. У ході переговорів проявив непоступливість і ледве уникнув смерті. До 1178 року піднявся до посади помічника канцлера, деякий час брав участь у формуванні державної політики. У 1182 році, незгідний з курсом поступок північним агресорам, подав у відставку і оселився відлюдником в рідних місцях, на озері Шіху поблизу сучасного м.Сучжоу. Незабаром на деякий час повертається до служби. У 1186 році він остаточно залишає державну службу. Останні роки проводить у своєму маєтку, займаючись літературною діяльністю. Помер у 1193 році.

## Наукова діяльність
Написав географічний трактат «Гуй Хай Юй Хен Чі» (Gui Hai Yu Heng Chi), в якому він дав топографічну, сільськогосподарську та економічну характеристику кожного регіону на півдні Китаю. Для цього використовував як стародавні нариси з географії, так й власні спостереження.

## Літературна діяльність
Вважається одним з найкращих поетів епохи Південна Сун. В його доробку чимало віршів, які було об'єднані у збірки, найвагомішою з яких є «Кам'янне озеро», що складається з 16 поем. також відомим є збірки «Слово Шіху», «Записи у корабля», «Опис Уцзуна». Головна їх тема — висвітлення краси побаченої природи. Також є автором циклу з 60 віршів під назвою «Чотири пори року в полях і садах». У цих і в багатьох інших своїх віршах про село Фань Ченда прагне показати не тільки поезію сільського життя, її ідилічну сторону, але і сувору прозу селянського існування: голод і неврожаї, побори та утиски. 
Фань Ченда належить також великий цикл із 72 віршів, які являють собою короткі дорожні нотатки, складені поетом в бутність його імператорським послом в чжурчженьскій державі Цзінь. Фань Ченда із сумом описує запустіння в колишній сунській столиці, занедбані палаци і знищені парки, із хвилюванням розповідає про прагнення жителів звільнитися від чужоземного ярма. Фань Ченда прагне до простоти мови, до легкого, прозорого віршу, вільного від вичурностей і «вченості».